# Eustaquio Pastor Cuquejo Verga
Eustaquio Pastor Cuquejo Verga C.Ss.R. (San Estanislao, 20 de setembro de 1939 – Assunção, 22 de agosto de 2023) foi um prelado paraguaio da Igreja Católica, foi arcebispo emérito da Arquidiocese de Assunção.

## Biografia
Cuquejo nasceu em San Estanislao. Ingressou na Congregação do Santíssimo Redentor em 1957. De 1959 a 1964, estudou teologia e filosofia no seminário dos padres redentoristas em Esopus, Nova Iorque. Lá ele recebeu suas ordenação presbiteral em 21 de junho de 1964. Ele então estudou psicologia pastoral em Annapolis, Maryland. Após um curto período como vigário no Paraguai, ele se tornou professor e prefeito apostólico no seminário dos Redentoristas em Ponta Grossa, Brasil, em 21 de julho de 1968, e a partir de 1973 professor de teologia moral no Theologicum de Curitiba. De 1975 a 1977, concluiu a pós-graduação em Teologia Moral na Academia Alfonsiana de Roma, pertencente à Pontifícia Universidade Lateranense.
Em 6 de janeiro de 1978, foi eleito superior provincial dos Redentoristas no Paraguai; em 1981 foi reeleito. De 1978 a 1982 foi vice-presidente da Confederação dos Religiosos do Paraguai, e a partir de 1981, foi presidente da Conferencia de Puebla.
Em 1982, foi nomeado bispo da sé titular de Budua pelo Papa João Paulo II e nomeado bispo-auxiliar em Assunção. O arcebispo de Assunção, Dom Ismael Blas Rolón Silvero, SDB, conferiu-lhe a ordenação episcopal na Catedral Metropolitana em 15 de agosto de 1982; os co-consagrantes foram o então bispo-auxiliar de Assunção, Dom Jorge Adolfo Carlos Livieres Banks, e Dom Aloísio Ariovaldo (Tarcísio) Amaral, então bispo de Limeira, São Paulo. 
Em 1983, foi eleito para o Conselho Permanente da Conferência Episcopal do Paraguai, tornou-se presidente do Comitê Econômico do CEP a partir de 1984, e membro da Congregação para os Religiosos e os Institutos Seculares em 1986. Em 1986/1987, foi presidente do CEP para o segundo Congresso Eucarístico Nacional e para a visita de João Paulo II ao Paraguai. Em 1987, tornou-se membro da Conferência Episcopal Latino-Americana (CELAM), e, a partir de 1991, foi presidente da Comissão de Educação.
Em 1989, foi eleito administrador do Arquidiocese de Assunção ad interim; logo depois, em 1990, para prelado da Diocese Católica Romana de Ciudad del Este. Em 1992, João Paulo II o nomeou bispo-titular de Aufinium e o nomeou para o Ordinariato Militar do Paraguai durante a presidência de Andrés Rodríguez. Durante o CEP anual de 1994, ele foi eleito secretário-geral do CEP. Em novembro do mesmo ano, o Papa João Paulo II o nomeou administrador apostólico de Caacupé. Em 2000, foi nomeado bispo e administrador apostólico do Alto Paraná.
Em 2002, foi nomeado arcebispo de Assunção. Desde 2002, é vice-presidente da Conferência Episcopal do Paraguai.
Cuquejo foi considerado um cardeal em potencial por um tempo; se tivesse sido escolhido, teria sido o primeiro cardeal paraguaio. Seu bispo sufragâneo, Dom Rogelio Livieres Plano, afirmou publicamente, em 2014, que Cuquejo era homossexual, o que causou um escândalo no Paraguai. Como consequência, uma visita à diocese de Livieres Plano foi arranjada, e Livieres Plano foi expulso do cargo pelo Papa Francisco.
Em novembro de 2014, Cuquejo renunciou ao cargo de arcebispo devido à idade, e o Papa Francisco nomeou Dom Edmundo Valenzuela, SDB, como o novo arcebispo em 6 de novembro.
Morreu em 22 de agosto de 2023, aos 83 anos, em Assunção.